# Gambito Blackburne
|       |       |       |       |       |       |       |       |       |  |
|       | a8 rd | b8    | c8 bd | d8 qd | e8 kd | f8 bd | g8 nd | h8 rd |  |
| a7 pd | b7 pd | c7 pd | d7 pd | e7    | f7 pd | g7 pd | h7 pd |       |  |
| a6    | b6    | c6    | d6    | e6    | f6    | g6    | h6    |       |  |
| a5    | b5    | c5    | d5    | e5 pd | f5    | g5    | h5    |       |  |
| a4    | b4    | c4 bl | d4 nd | e4 pl | f4    | g4    | h4    |       |  |
| a3    | b3    | c3    | d3    | e3    | f3 nl | g3    | h3    |       |  |
| a2 pl | b2 pl | c2 pl | d2 pl | e2    | f2 pl | g2 pl | h2 pl |       |  |
| a1 rl | b1 nl | c1 bl | d1 ql | e1 kl | f1    | g1    | h1 rl |       |  |
|       |       |       |       |       |       |       |       |       |  |

En ajedrez, se conoce al Gambito Blackburne como una apertura de dudosa reputación para negras aunque no habitual. Las jugadas que se suceden para su realización se representa en el cuadro inferior en notación algebraica.
| Blancas | Negras |
| ------- | ------ |
| e4      | e5     |
| Cf3     | Cc6    |
| Ac4     | Cd4    |

Es una apertura de "Un solo truco", pues negras espera la jugada 4.Cxe5? Dg5, con doble ataque al caballo en e5 y al peón g2.
Sin embargo, ya Steinitz mencionaba su refutación en su libro "The Modern Chess Instructor", proponiendo tanto 4.0-0 como 4.Cxd4 con clara ventaja blanca